# Míster Witt en el cantón
Míster Witt en el cantón es una novela histórica escrita en 1935 por Ramón J. Sender con la que ganó ese mismo año el Premio Nacional de Narrativa.

## Contexto
Según el propio Sender, la escribió en 23 días, dictándole el borrador a su esposa. Inmediatamente fue presentada al premio, que gana días más tarde.
Siguiendo el método de escritura de Benito Pérez Galdós, el escenario se localiza en la rebelión del Cantón de Cartagena ocurrida durante la rebelión cantonal en Primera República. En este entorno, el ingeniero Jorge Witt se involucra en una historia de celos con su esposa Milagritos Rueda.
Así como Witt representa el lado cerebral de la relación y Milagritos el pasional, esto es un reflejo de la insurrección social que les envuelve: de un lado las fuerzas del orden, y del otro los rebeldes. No es posible separar las historias personales de las globales.

el inconsciente erótico del hombre o de la mujer ligado con el inconsciente colectivo en el panorama de una revolución
Sender

Editada por primera vez en 1936, la segunda edición no ve la luz hasta 1968, con el motivo de corregir la errata en God shave the King. Se debe recordar que desde la guerra civil española, Sender se exilió en EE. UU. por lo que sus obras no tuvieron reconocimiento en España.

## Capítulos

### Libro Primero
- Marzo
- Mayo
- Julio

### Libro Segundo
- Agosto
- Septiembre
- Octubre

### Libro Tercero
- Diciembre

## Personajes
- Mister Jorge Witt (Míster Güi). Ingeniero inglés destinado en los astilleros de Cartagena. De ideología conservadora y talante puritano, su universo racional resulta afectado por las circunstancias que le rodean.
- Milagritos, su esposa. Nacida en Lorca,provincia de Murcia, es el estereotipo de la mujer española, pasional y decidida.
- Froilán Carvajal Rueda. Familiar fallecido de Milagritos. Mr. Witt sospecha que tuvieron una relación.
- Colau. Capitán de la fragata Tetuán, de quien Milagritos cae enamorada.
- Ricardo Yuste. Fogonero a la órdenes de Colau, y responsable directo de su muerte.